# Kavari
Kavarii au fost o populație de origine și de limbă turcică. Etnonimul kavar desemnează trei triburi khazare, desprinse din imperiul khazar înainte de anul 881, în urma unei revolte eșuate împotriva hanului, și alăturate ungurilor strămutați în Pannonia. 
Împăratul bizantin Constantin al VII-lea Porfirogenetul (913-957), istoriograful bizantin Menander și cronicarii maghiari Anonymus și Símon de Kéza oferă informații prețioase despre istoria kavarilor.
În calitate de popor asociat, kavarii (la fel ca pecenegii și secuii ceva mai târziu) formau avangarda forței militare a ungurilor. Însă, potrivit lui Constantin, kavarii sunt caracterizați drept „cel mai viteaz popor”, iar cele trei triburi ale lor (nespecificate cu nume) se aflau în fruntea triburilor ungare enumerate de împărat în lucrarea sa, De administrando imperio (în jurul anului 950).
„Așa-numiții kabaroi erau din rasa khazarilor. Acum, a ieșit că o secesiune a fost făcută de către conducerea lor și, când a izbucnit un război civil, a prevalat prima conducere, iar unii dintre ei au fost uciși, dar alții au scăpat și au venit și s-au stabilit cu turcii [adică maghiarii] în țara pecenegilor și s-au împrietenit între ei și au fost numiți „kabaroi”. Și așa cu acești turci vorbeau limba khazarilor și până astăzi au aceeași limbă, dar au și cealaltă limbă a turcilor. Și pentru că în războaie se arată cel mai puternic și mai valoros dintre cele opt triburi și sunt lideri în război, au fost promovați pentru a fi primul clan. Este un prinț printre ei, adică, dintre cele trei triburi ale kabaroi, care este chiar și astăzi.”—Constantin al VII-lea Porfirogenet